# Борисов, Дмитрий Александрович
Дмитрий Александрович Борисов (род. 8 января 1995, Витебск) — белорусский футболист, центральный защитник и опорный полузащитник.

## Биография
Воспитанник СДЮШОР «Нафтан», первый тренер — Геннадий Жанович Богданович. С 2013 года выступал за дублирующий состав новополоцкого «Нафтана», за четыре сезона провёл 58 матчей и забил 2 гола в первенстве дублёров. В 2016 году переведён в основной состав клуба и 10 апреля 2016 года дебютировал в высшей лиге Беларуси в матче против мозырской «Славии», выйдя на замену во втором тайме. Всего в дебютном сезоне сыграл 20 матчей и забил 4 гола в высшей лиге.
В конце 2016 года сообщалось об интересе к Борисову со стороны клубов российской ФНЛ, однако в итоге он подписал трёхлетний контракт с брестским «Динамо». Однако в «Динамо» он не смог закрепиться в основе и по большей части играл за дубль, сыграв только 3 матча за основную команду в июне, а затем получил травму — разрыв крестообразных связок, и выбыл до конца сезона. В 2018 году почти весь сезон играл за дубль и был возвращён в основу только на две последних игры, которые провёл полностью и в последнем туре забил гол в ворота «Немана». За это время брестский клуб становился победителем Кубка Беларуси 2017 и 2018 годов и Суперкубка страны 2018 года, однако в победных кампаниях Борисов не выходил на поле.
В начале 2019 года перешёл в «Неман», подписав годичный контракт, однако принял участие только в двух первых матчах сезона, затем был переведён в дубль. В июле 2019 года контракт был расторгнут по соглашению сторон и футболист вернулся в «Нафтан», который к тому времени играл в первой лиге.
Вызывался в молодёжную сборную Беларуси, где дебютировал 1 июня 2016 года в товарищеском матче против Македонии. Всего принял участие в 5 матчах в 2016 году, во всех играх проводил на поле 90 минут на позиции центрального защитника.